# Fehéroroszország javasolt világörökségi helyszínei
Fehéroroszország területéről eddig négy helyszín került fel a világörökségi listára, hat helyszín a javaslati listán várakozik a felvételre.
| Megnevezés                                                                      | Kép | Típus      | Kritérium  | Év   | Link |
| ------------------------------------------------------------------------------- | --- | ---------- | ---------- | ---- | ---- |
| Augustówi-csatorna                                                              |     | kulturális | I, II      | 2004 | 1892 |
| A polacki Megváltó-templom és Szent Szófia Székesegyház                         |     | kulturális | I, II      | 2004 | 1893 |
| A hrodnai Szent Borisz és Gleb-templom                                          |     | kulturális | I, II      | 2004 | 1895 |
| Fehéroroszország, Lengyelország és Litvánia erődtemplomai                       |     | kulturális | I          | 2004 | 1899 |
| Poleszjei fatemplomok (17. -18. század)                                         |     | kulturális | I, II, III | 2004 | 1901 |
| A Breszti erőd és a Mamajev-domb Fehéroroszország és Oroszország közös jelölése |     | kulturális | II, IV, VI | 2024 | 6771 |